# خوسيه مانويل مارتينيز بل
خوسيه مانويل مارتينيز بل (بالإسبانية: José Manuel Martínez Bel) هو لاعب كرة قدم إسباني، ولد في 25 مارس 1992 في كابريرا دي مار في إسبانيا. لعب مع ريال مورسيا.

## وصلات خارجية
- خوسيه مانويل مارتينيز بل على موقع قاعدة بيانات كرة القدم.إي يو (الإنجليزية)
- خوسيه مانويل مارتينيز بل على موقع Soccerway.com (الإنجليزية)
- خوسيه مانويل مارتينيز بل على موقع AS.com (الإسبانية)